# Seleção Histórica da Copa América
A Seleção Histórica da Copa América é a seleção masculina de futebol eleita pela CONMEBOL como os onze melhores no livro "História da Copa América" por Jorge Barraza, em julho de 2011, poucos dias antes de começar a edição de 2011 da Copa América realizada na Argentina.
No livro "História da Copa América", publicado pela Confederação Sul-Americana de Futebol, liderada por Jorge Barraza, aparece nas páginas finais o Dream Team, ou seja, os melhores jogadores da história na América do Sul.
"Eles foram os melhores do continente?" Eles perguntam e respondem rapidamente: "É possível. Em qualquer caso, eles são um símbolo de cada posição de cada país e deixaram sua marca na Copa América. Dos 11 ideais, um é indiscutível: Pelé. O resto da equipe é completada por Maradona (Argentina), José Luis Chilavert (Paraguai), Nasazzi José (Uruguai), Figueroa Elias (Chile), Varela Obdulio (Uruguai), Chumpitaz Héctor (Peru), Valderrama Carlos (Colômbia), Etcheverry Marco (Bolívia), Alberto Spencer (Equador) e Alfredo Di Stefano (Argentina).

## Seleção proposta pela CONMEBOL
| Jogador                | Seleção   |
| ---------------------- | --------- |
| José Luis Chilavert    | Paraguai  |
| José Nasazzi           | Uruguai   |
| Elías Figueroa         | Chile     |
| Héctor Chumpitaz       | Peru      |
| Obdulio Varela         | Uruguai   |
| Marco Etcheverry       | Bolívia   |
| Carlos Valderrama      | Colômbia  |
| Diego Armando Maradona | Argentina |
| Alfredo Di Stéfano     | Argentina |
| Alberto Spencer        | Equador   |
| Pelé                   | Brasil    |